# 比伦巴赫
比伦巴赫是德国巴登-符腾堡州的一个市镇。总面积2.50平方公里，总人口1861人，其中男性921人，女性940人（2011年12月31日），人口密度744人/平方公里。